# Felix Kulov
Felix Sharshenbayevich Kulov (em russo: Феликс Шаршенбаевич Кулов; Bisqueque, 29 de outubro de 1948) é um político quirguiz, foi vice-presidente do Quirguistão de 27 de fevereiro de 1992 a 10 de dezembro de 1993, quando o país estava sob a presidência de Askar Akayev; prefeito da capital quirguiz, Bisqueque, de 1998 a 1999 e primeiro-ministro de seu país entre 15 de agosto de 2005 e 29 de janeiro de 2007, durante a gestão Kurmanbek Bakiyev. Ele também foi um dos nomes principais da Revolução das Tulipas, movimento que ocorreu no país, com apoio dos Estados Unidos.

## Carreira política
Quando o país era uma república pertencente à União Soviética, ocupou inúmeros cargos na província de Chuy, como Ministro do Interior, da Segurança Nacional e próprio governador da região. Como vice-presidente, Kulov foi responsável pela supervisão da moeda, o som quirquiz; porém, renunciou o cargo após um escândalo de corrupção o qual avaliou que havia discrepância entre o valor do ouro e o ouro recolhido. Como prefeito de Bisqueque, não se destacou muito por governar a cidade por apenas dois anos, mas conquistou grande apoio popular. Em 22 de janeiro de 2001, disse que estava interessado em ser membro do Conselho Supremo, entretanto não foi permitido seu ingresso por um outro escândalo de corrupção.
As acusações contra Kulov foram analisadas e ele foi inocentado em 2005. Cinco anos depois, o Comitê de Direitos Humanos das Nações Unidas encontrou violações dos direitos civis em sua detenção e julgamento. Em 4 de agosto de 2005, se envolveu com a Revolução das Tulipas, ao lado de Kurmanbek Bakiyev; Kulov, após o término da revolução, anunciou que iria concorrer à presidência, mas havia uma exigência a qual afirmava que o presidente do país deve falar fluentemente a língua quirguiz. Felix, no entanto, tinha como língua-mãe a russa; dessa forma, Bakiyev foi candidato e venceu, com Kulov sendo o primeiro-ministro.